# NGC 1276
NGC 1276 is een dubbelster in het sterrenbeeld Perseus. Het hemelobject werd op 12 december 1876 ontdekt door de Deens-Ierse astronoom Johan Dreyer.